# Stefan Thurnbichler
Ne doit pas être confondu avec Thomas Thurnbichler.
Stefan Thurnbichler (né le 2 mars 1984 à Innsbruck) est un sauteur à ski autrichien. Il a gagné trois fois la Coupe continentale et terminé plusieurs fois dans les dix premiers lors d'épreuves de la Coupe du monde.

## Palmarès

### Coupe du monde
- Meilleur classement final : 25e en 2010.
- Meilleur résultat individuel : 4e.

### Coupe continentale
- Vainqueur du classement général : 2003, 2008 et 2009.